# Beni Ensar
Beni Ensar (en àrab بني انصار, Bnī Anṣār; en amazic ⴰⵢⵝ ⵏⵚⴰⵔ, Aït Nṣar o Ayt Nṣar) és un municipi de la província de Nador, a la regió de L'Oriental, al Marroc. Segons el cens de 2014 tenia una població total de 56.582 persones. Limita al nord amb Melilla.
El port de Beni Ensar és un dels principals ports del Marroc. El desenvolupament del nucli urbà es troba apressat pels contraforts del Gurugú i la via ràpida situada a l'oest d'una banda, i la Mar Chica o Thamchadht o Rbhar Amzian, la via fèrria i la zona industrial del port, per l'altre.